# Kallikratidas
Kallikratidas (stgr. Καλλικρατίδας, zm. 406 p.n.e.) – nauarch floty Sparty w czasie II wojny peloponeskiej.
Kallikratidas był motakiem, czyli przybranym bratem potomka bogatej rodziny pochodzącym ze zubożałej ale wolnej rodziny.
W 406 p.n.e. w młodym wieku został wybrany nauarchą, czyli naczelnym dowódcą floty spartańskiej na miejsce Lizandra, w toczącej się od 431 p.n.e. wojnie peloponeskiej, a dokładniej w okresie jej końcowej fazy zwanej wojną dekelejską (413–404 p.n.e.). Lizander przed przekazaniem dowództwa floty odniósł zwycięstwo w bitwie pod Notion. Po objęciu dowództwa Kallikratidas przeniósł flotę z Efezu do Miletu. Ponieważ nie otrzymał pieniędzy na utrzymanie floty, a Lizander nie przekazał mu pozostałych pieniędzy, zwrócił się o pomoc finansową do perskiego królewicza Cyrusa, lecz niczego nie otrzymał. Wtedy wysłał z Miletu do Sparty statki po pieniądze i wezwał miasta greckie w Azji Mniejszej, by wsparły finansowo utrzymanie jego floty. Dzięki otrzymanym pieniądzom udało się wyposażyć 140 trier.
W czerwcu 406 p.n.e. wyruszył z całą flotą w kierunku Hellespontu. Po drodze zajmował warownie Ateńczyków. Najpierw zajął Delfinion na wyspie Chios, potem Teos na wybrzeżu Jonii. Flota ateńska stacjonująca na Samos pod wodzą Konona, nie wypłynęła z portu przeciwko przeważającym siłom Kallikratidasa. Dlatego popłynął w stronę wyspy Lesbos. Zdobył tam dzięki zdradzie miasto Metymna, które splądrował, a jego ateńską załogę sprzedał w niewolę, by mieć środki na kontynuowanie wojny. Następnie zaatakował Mitylenę. Wtedy Konon wypłynął z Samos na pomoc sprzymierzeńcom. Wykorzystał to Kallikratidas, by odciąć ateńskiej flocie powrót do bazy na Samos i zmusić do rozstrzygającej bitwy.
Konon widząc dwukrotnie większą flotę zaczął uciekać w stronę Mityleny. Dzięki temu, że miał szybkie statki i doświadczoną załogę, udało mu się dopłynąć do wejścia do portu, a potem wykorzystać złamany szyk floty Kallikratidasa do przeprowadzenia kontrataku. W bitwie początkowo przewagę mieli Ateńczycy, ale stopniowo szala zwycięstwa przechyliła się na stronę Spartan. Flota Kallikratidasa zdobyła 30 trier. Jednakże Konon zdołał zorganizować obronę portu w Mitylenie i długo odpierał ataki Spartan mimo otoczenia Mityleny od strony zatoki i od strony wyspy.
Na pomoc Kononowi do Mityleny przybył strateg Diomedon z Hellespontu z 12 okrętami. Został jednak rozbity przez flotę Kallikratidasa i utracił 10 jednostek. Po naprawie uszkodzonych okrętów i obsadzeniu zdobycznych, flota Spartan powiększyła się do 170 trójrzędowców.
W lipcu 406 p.n.e. z Aten wypłynęła na Samos flota wezwana na pomoc przez Konona. Kallikratidas pozostawił 50 trier pod wodzą Eteonikosa, by blokował flotę Konona, a sam wypłynął ze 120 okrętami przeciwko nadciągającej flocie ateńskiej i zacumował u przylądka Malea na południu Lesbos. Ateńczycy zatrzymali się przy trzech wysepkach Arginuskich, między Lesbos a lądem stałym na południowy wschód od Mityleny. 
W tej sytuacji na początku sierpnia 406 p.n.e. doszło do wielkiej bitwy morskiej pod Arginuzami, w której wzięło udział 120 okrętów spartańskich i około 150 ateńskich, łącznie 50 tysięcy marynarzy i żołnierzy. Na prośby Lacedemończyków, aby Kallikratidas dokonał odwrotu i zaprzestał dalszej wojny, miał on odrzec, iż nawet po utracie całej floty są oni w stanie wystawić nową, podczas gdy on nie jest w stanie cofnąć się bez utraty czci. Po stronie ateńskiej naczelne dowództwo sprawował Thrasyllos, a grupy statków przydzielono łącznie ośmiu strategom. Po stronie spartańskiej prawym skrzydłem dowodził Kallikratidas, a lewym Tebańczyk Thrasondas.
Na samym początku bitwy Kallikratidas zaatakował z eskadrą 10 statków lewe skrzydło Ateńczyków. Jego okręt flagowy uderzył taranem w okręt dowodzony przez Peryklesa, syna sławnego Peryklesa, i został unieruchomiony. W wyniku abordażu dokonanego przez załogi ateńskie zginęli wszyscy Spartanie, w tym również Kallikratidas który wypadł za burtę przy silnym uderzeniu w trierę przeciwnika. Śmierć głównodowodzącego miała wpływ na uzyskanie przewagi lewego skrzydła Ateńczyków. Na ich prawym skrzydle długo trwała zażarta walka. W końcu dzięki wsparciu statków z centrum flota ateńska odniosła zwycięstwo, tracąc w całej bitwie 25 statków przy 70–77 po stronie przeciwnej. Według szacunków historyków zginęło 15 tysięcy Spartan i ponad 4 tysiące Ateńczyków. Niedobitki pokonanej floty schroniły się w Kyme i Fokai oraz na Chios.
Po śmierci Kallikratidasa naczelne dowództwo floty Sparty ponownie przypadło Lizandrowi, choć nominalnie dowódcą był Arakos, ponieważ prawo zabraniało sprawowanie nauarchii dwukrotnie.